# Vila Flores
Vila Flores är en kommun i Brasilien.   Den ligger i delstaten Rio Grande do Sul, i den södra delen av landet, 1 500 km söder om huvudstaden Brasília. Antalet invånare är 3 207.
I omgivningarna runt Vila Flores växer i huvudsak städsegrön lövskog. Runt Vila Flores är det ganska glesbefolkat, med 29 invånare per kvadratkilometer.